# Circonscription de Rehamna
La circonscription de Rehamna est la circonscription législative marocaine de la province de Rehamna située en région Marrakech-Safi. Elle est représentée dans la Xe législature par Abdelkhalid El Basri, Abdelhaq Faik et Abdellatif Zaim.

## Historique des députations
| Législature | Début de mandat  | Fin de mandat    | Députés élus | Députés élus               | Députés élus | Députés élus                  | Députés élus | Députés élus                |
| ----------- | ---------------- | ---------------- | ------------ | -------------------------- | ------------ | ----------------------------- | ------------ | --------------------------- |
| IXe         | 26 novembre 2011 | 7 octobre 2016   |              | Hamid Laakroud (RNI)       |              | Mohamed Mehdi Kansoussi (PAM) |              | Abdelfatah Kamal (PAM)      |
| Xe          | 8 octobre 2016   | 8 septembre 2021 |              | Abdelkhalid El Basri (PJD) |              | Abdellatif Zaim (PAM)         |              | Abdelhaq Faik (PAM)         |
| XIe         | 9 septembre 2021 | ?                |              | Abdelatfif Sindil (RNI)    |              | Abdellatif Zaim (PAM)         |              | Abdelhalim El Mansouri (PI) |

## Historique des élections

### Découpage électoral d'octobre 2011

#### Élections de 2016
| Parti           | Parti                                                       | Voix    | %      | Député(s) élus       |  |
| --------------- | ----------------------------------------------------------- | ------- | ------ | -------------------- |  |
|                 | Parti authenticité et modernité (PAM)                       | 26 513  | 51,84  | Abdelhaq Faik        |  |
| Abdellatif Zaim | Parti authenticité et modernité (PAM)                       | 26 513  | 51,84  |                      |  |
|                 | Parti de la justice et du développement (PJD)               | 11 083  | 21,67  | Abdelkhalid El Basri |  |
|                 | Rassemblement national des indépendants (RNI)               | 7 321   | 14,31  |                      |  |
|                 | Fédération de la gauche démocratique (FGD)                  | 3 813   | 7,46   |                      |  |
|                 | Parti de l'Istiqlal (PI)                                    | 1 546   | 3,02   |                      |  |
|                 | Parti de la renaissance (PAN)                               | 206     | 0,40   |                      |  |
|                 | Union socialiste des forces populaires (USFP)               | 190     | 0,37   |                      |  |
|                 | Parti du progrès et du socialisme (PPS)                     | 167     | 0,33   |                      |  |
|                 | Parti de l'environnement et du développement durable (PEDD) | 134     | 0,26   |                      |  |
|                 | Parti Al Ahd Addimocrati (AHD)                              | 120     | 0,23   |                      |  |
|                 | Parti de la société démocratique (PSD)                      | 51      | 0,10   |                      |  |
|                 |                                                             |         |        |                      |  |
| Inscrits        | Inscrits                                                    | 120 936 | 100,00 |                      |  |
| Abstentions     | Abstentions                                                 | 69 792  | 57,71  |                      |  |
| Exprimés        | Exprimés                                                    | 51 144  | 42,29  |                      |  |

#### Élections de 2021
| Parti       | Parti                                               | Voix    | %      | Députés élus           |  |
| ----------- | --------------------------------------------------- | ------- | ------ | ---------------------- |  |
|             | Parti authenticité et modernité (PAM)               | 31 073  | 34,85  | Abdelatif Zaim         |  |
|             | Rassemblement national des indépendants (RNI)       | 27 319  | 30,64  | Abdelatfif Sindil      |  |
|             | Parti de l'Istiqlal (PI)                            | 13 643  | 15,30  | Abdelhalim El Mansouri |  |
|             | Union constitutionnelle (UC)                        | 8 079   | 9,06   |                        |  |
|             | Parti du progrès et du socialisme (PPS)             | 2 558   | 2,87   |                        |  |
|             | Alliance de la fédération de gauche (AGD)           | 2 283   | 2,56   |                        |  |
|             | Parti de la justice et du développement (PJD)       | 1 780   | 2,00   |                        |  |
|             | Union socialiste des forces populaires (USFP)       | 642     | 0,72   |                        |  |
|             | Parti socialiste unifié (PSU)                       | 496     | 0,56   |                        |  |
|             | Parti de l'équité (PRE)                             | 466     | 0,52   |                        |  |
|             | Parti des Néo-Démocrates (PND)                      | 257     | 0,29   |                        |  |
|             | Parti du centre social (PCS)                        | 238     | 0,27   |                        |  |
|             | Parti de la renaissance (PAN)                       | 179     | 0,20   |                        |  |
|             | Parti de la liberté et de la justice sociale (PLJS) | 144     | 0,16   |                        |  |
|             |                                                     |         |        |                        |  |
| Inscrits    | Inscrits                                            | 138 271 | 100,00 |                        |  |
| Abstentions | Abstentions                                         | 49 114  | 35,52  |                        |  |
| Exprimés    | Exprimés                                            | 89 157  | 64,48  |                        |  |